# Аскью, Люси Джейн
Люси Джейн Аскью (англ. Lucy Jane Askew; 8 сентября 1883 — 9 декабря 1997) — британская долгожительница, была старейшим живущим человеком в Европе со дня смерти Жанны Кальман 4 августа 1997 года и до своей смерти 9 декабря того же года, в возрасте 114 лет и 92 дней.

## Биография
Люси родилась в Лоутоне, Эссекс. Её родителями были Артур Джордж Аскью и Сьюзан Элизабет Аскью (урожденная Эллис), которые были землевладельцами. У Люси было ещё пять братьев и сестер, всех из которых она пережила, хотя один из них (её младший брат Фрэнк) дожил до 100.
Аскью никогда не выходила замуж и была набожной христианкой. Люси переехала в дом престарелых, когда ей было 106 лет, и пережила операцию на ноге в 108. Она была в добром здравии незадолго до своей смерти. Аскью объясняла своё долголетие скромным образом жизни. 
Она умерла во сне 9 декабря 1997.
Аскью была последним человеком, который родился в 1883 году.

## См.также
- Долгожитель
- Список старейших женщин
- Список старейших людей в мире